# Zyn

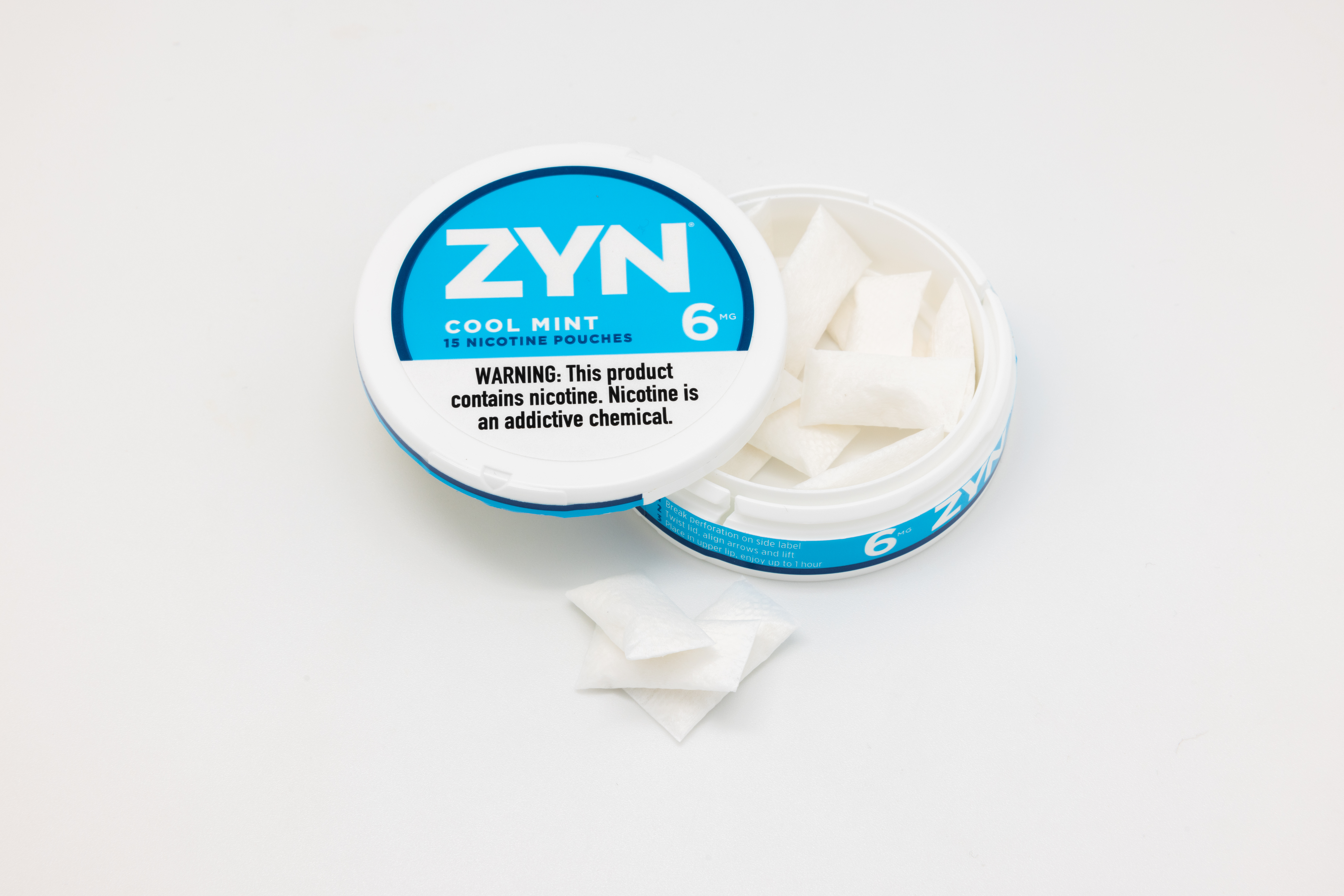
En dosa Zyn med amerikanska varningsdekaler.

Zyn är ett svenskt varumärke för nikotinportioner. Zyn-påsarna är utformade för att placeras mellan tandköttet och läppen, vilket möjliggör att nikotin absorberas in i blodomloppet genom den mjuka vävnaden. De finns i flera olika varianter med olika nikotinstyrkor och smaker. Även om de ofta jämförs med snus innehåller nikotinpåsar ingen tobak, men de förblir beroendeframkallande på grund av sitt nikotininnehåll.
Varumärket skapades av Swedish Match, sedan 2022 ett dotterbolag till Philip Morris International. Det distribueras huvudsakligen i USA, där det representerade över 70 procent av nikotinpåseindustrin 2023, men det finns också i Skandinavien, Storbritannien och andra länder, främst i Europa.

## Historia
Zyn lanserades inledningsvis i liten skala på den amerikanska marknaden, först i Colorado, och sedan i olika västra delstater i USA under 2016. Zyn började också marknadsföras i Sverige under 2016. Mellan 2017 och 2019 utökades en av Swedish Matchs amerikanska fabriker, belägen i Owensboro, Kentucky, för att hantera tillverkningen av Zyn direkt i USA. Arbetet krävde en investering på 115 miljoner USD och den nya fabriken öppnade i maj 2019. I slutet av 2018 fanns Zyn tillgängligt i cirka 13 500 butiker i USA och i slutet av 2020 var de tillgängliga i cirka 100 000 butiker i USA. Zyn också distribueras i andra länder såsom Storbritannien, Schweiz, Sydafrika och Pakistan.
I november 2022 förvärvades Swedish Match av Philip Morris International. Zyn har identifierats som ett av de strategiska varumärken som tobaksjätten har förvärvat för att uppnå sin vision om en "rökfri framtid", tillsammans med företagets befintliga portfölj av Iqos uppvärmda tobaksprodukter och Veev vapingprodukter.
Philip Morris International hade redan tidigare nikotinportioner i sitt produktsortiment genom varumärket Shiro, som PMI förvärvade i maj 2021 med köpet av det danska bolaget AG Snus. Zyn har sett en snabb tillväxt i popularitet bland amerikanska konsumenter, speciellt från och med 2023 och framåt.

## Utformning
Zyn säljs i runda dosor som innehåller 15 eller 20 påsar beroende på marknaden. Påsarna har olika nivåer av nikotinstyrka (såsom 3 eller 6 milligram per påse i USA) och i olika smaksatta och icke-smaksatta varianter.
Påsarna innehåller nikotin, som har extraherats ur tobaksblad, och ingredienser av livsmedelskvalitet. Själva påsarna är gjorda av växtfibrer, vilket gör att nikotinet kan diffundera ut ur påsen när den fuktas. De är designade för att placeras mellan användarens överläpp och tandkött, eller mellan tandkött och kind, och användas i upp till en timme.

## Försäljning
Enligt Swedish Match uppgick försäljningen av Zyn i USA till 12,7 miljoner burkar under 2018 och 50,4 miljoner burkar under 2019. Företaget uppgav i sin årsredovisning att 2018 var det första året då det blev lönsamt i USA inom segmentet snus och nikotinportionsprodukter. Försäljningen av Zyn har sedan vuxit snabbt och bidragit till en betydande ökning av Swedish Matchs intäkter från och med 2020. Företaget sålde nästan 130 miljoner nikotinportionsdosori USA under 2020 och nästan 198 miljoner under 2021. Enligt Philip Morris International såldes 384,8 miljoner Zyn-dosor globalt 2023, en ökning med 62 procent från 237 miljoner dosor 2022. Denna snabba efterfrågeökning bidrog till en brist i maj 2024, och Philip Morris International uppgav att de upplevde spänningar i leveranskedjan. För att öka sin kapacitet tillkännagav företaget planer på att bygga en ny produktionsanläggning i Colorado, som ska börja produktionen år 2026.
Mellan 2019 och 2022 hade Swedish Match en marknadsandel på cirka 60 procent inom nikotinportioner i USA med varumärket Zyn. Från 2023 har Zyns marknadsandel vuxit till över 70 procent.

## Kritik
År 2021 kritiserades Swedish Match i Storbritannien för sin Zyn-marknadsföring på sociala medier, inklusive att presentera sina nikotinportioner som ett komplement till vanlig rökning på platser där rökning är förbjuden, med sloganen "Can't smoke? Can't vape? Can Zyn". Under 2024 framkom ytterligare kritik mot Zyns belöningsprogram. Programmet, som möjliggör för användare att samla poäng vid köp och lösa in dem mot priser, beskrevs av The Guardian-författaren Alaina Demopoulos som ett incitament för nikotinanvändning, med artikelrubriken "Använd nikotin, vinn en iPad!"